# Hipparchia powelli
Hipparchia powelli är en fjärilsart som beskrevs av Charles Oberthür 1915. Hipparchia powelli ingår i släktet Hipparchia och familjen praktfjärilar. IUCN kategoriserar arten globalt som livskraftig. Inga underarter finns listade i Catalogue of Life.